# Renault 8
Renault 8 (Renault R8 do 1964 roku) oraz Renault 10 – kompaktowe samochody produkowane przez francuski koncern Renault w latach 60. oraz 70. XX wieku. Produkcja R8 została uruchomiona w roku 1962, R10 (lepiej wyposażonej wersji R8) natomiast w 1965 r. Produkcja jak i sprzedaż obydwu modeli została zakończona we Francji w roku 1971. Na terenie Bułgarii produkcję zakończono rok wcześniej, w Hiszpanii dopiero w roku 1976. W Rumunii 8 produkowany był na licencji jako Dacia 1100 w latach 1968-1971.

## Historia i opis modelu
Stylistyka modelu Renault nawiązuje do przednionapędowego prototypu Alfy Romeo - tipo 103, spowodowane to było relacjami biznesowymi w jakich znajdowały się Renault i Alfa Romeo w latach 50. oraz 60. Renault wprowadzał na rynek samochody Alfy Romeo, zaś Alfa Romeo produkowała model Dauphine (1959–1964), Ondine (lepiej wyposażoną wersję Dauphine) (1961–1962) oraz R4 na licencji we Włoszech (1962–1964). Łącznie przez włoskiego producenta wyprodukowanych zostało 70 502 egzemplarzy Dauphine/Ondine oraz 41 809 R4.
R8 (model R1130) został wypuszczony w lipcu 1962 roku, opierał się na poprzedniku, Renault Dauphine. Samochód wyróżniał się wśród swoich konkurentów zastosowaniem hamulców tarczowych na obydwu osiach, był to pierwszy samochód klasy kompaktowej z takim rozwiązaniem. Model 8 napędzany był również przez całkiem nowy silnik o pojemności 956 cm³ rozwijający moc 43 KM.
W roku 1964 wypuszczono na rynek mocniejszą wersję, 8 Major (model R1132), napędzana była silnikiem o pojemności 1108 cm³ generującym moc 50 KM. Również w tym roku zaprezentowano jeszcze mocniejszą wersję, 8 R1134 Gordini. Posiadała ona zmodyfikowany silnik o tej samej pojemności rozwijający moc 90 koni mechanicznych. Zastosowano w nim również pięciobiegową manualną skrzynię biegów o bliskich przełożeniach. Gordini dostępny był tylko w kolorze niebieskim, z dwoma naklejonymi białymi pasami. W roku 1965 zaprezentowano Renault 10 Major, bardziej luksusową wersję 8, wyróżniał ją inny wygląd tylnego i przedniego pasa oraz bardziej luksusowe wyposażenie.
W roku 1967 8 Gordini (model R1135) został poddany lekkiej modernizacji, z przodu pojawiły się dodatkowe dwie lampy, zastosowano silnik o pojemności zwiększonej do 1255 cm³ co zwiększyło jego moc do 104 KM. Oba modele (8 oraz 10) przeszły poważną modernizację w 1968. Część rozwiązań z modelu 10 zastosowano w 8, co zaowocowało powstaniem nowej wersji 8 Major która zastąpiła bazową opcję wyposażenia. R10 otrzymał nowe prostokątne klosze lamp przednich. W roku 1970 do palety silników dodano pochodzącą z Renault 12 jednostkę o pojemności 1289 cm³.

## Dane techniczne
| Wersja      | Silnik:                                        | Producent: | Śr. × skok tłoka:   | Stopień sprężania: | Moc maks:                           | Maks. moment obrotowy      | V-max:   |
| ----------- | ---------------------------------------------- | ---------- | ------------------- | ------------------ | ----------------------------------- | -------------------------- | -------- |
| 1.0         | R4 1,0 l (956 cm³), 2 zawory na cylinder, OHV  | Renault    | 65,00 mm x 72,00 mm | 8,50:1             | 43 KM (31,3 kW) przy 5200 obr./min  | 75 N•m przy 2500 obr./min  | b/d      |
| 1.1         | R4 1,1 l (1108 cm³), 2 zawory na cylinder, OHV | Renault    | 70,00 mm x 72,00 mm | 8,50:1             | 50 KM (37 kW) przy 4600 obr./min    | 77 N•m przy 3000 obr./min  | 130 km/h |
| 1.1 S       | R4 1,1 l (1108 cm³), 2 zawory na cylinder, OHV | Renault    | 70,00 mm x 72,00 mm | 9,50:1             | 61 KM (44,7 kW) przy b/d            | b/d                        | 147 km/h |
| 1.1 Gordini | R4 1,1 l (1108 cm³), 2 zawory na cylinder, OHV | Renault    | 70,00 mm x 72,00 mm | 10,40:1            | 96 KM (70,8 kW) przy 6500 obr./min  | 98 N•m przy 5000 obr./min  | 171 km/h |
| 1.3 Gordini | R4 1,3 l (1255 cm³), 2 zawory na cylinder, OHV | Renault    | 74,50 mm x 72,00 mm | 10,50:1            | 104 KM (76,8 kW) przy 6750 obr./min | 117 N•m przy 5000 obr./min | 174 km/h |
| 1.3         | R4 1,3 l (1289 cm³), 2 zawory na cylinder, OHV | Renault    | 73,00 mm x 77,00 mm | 8,00:1             | 53 KM (38,8 kW) przy 4800 obr./min  | 98 N•m przy 2500 obr./min  | 134 km/h |

## Galeria

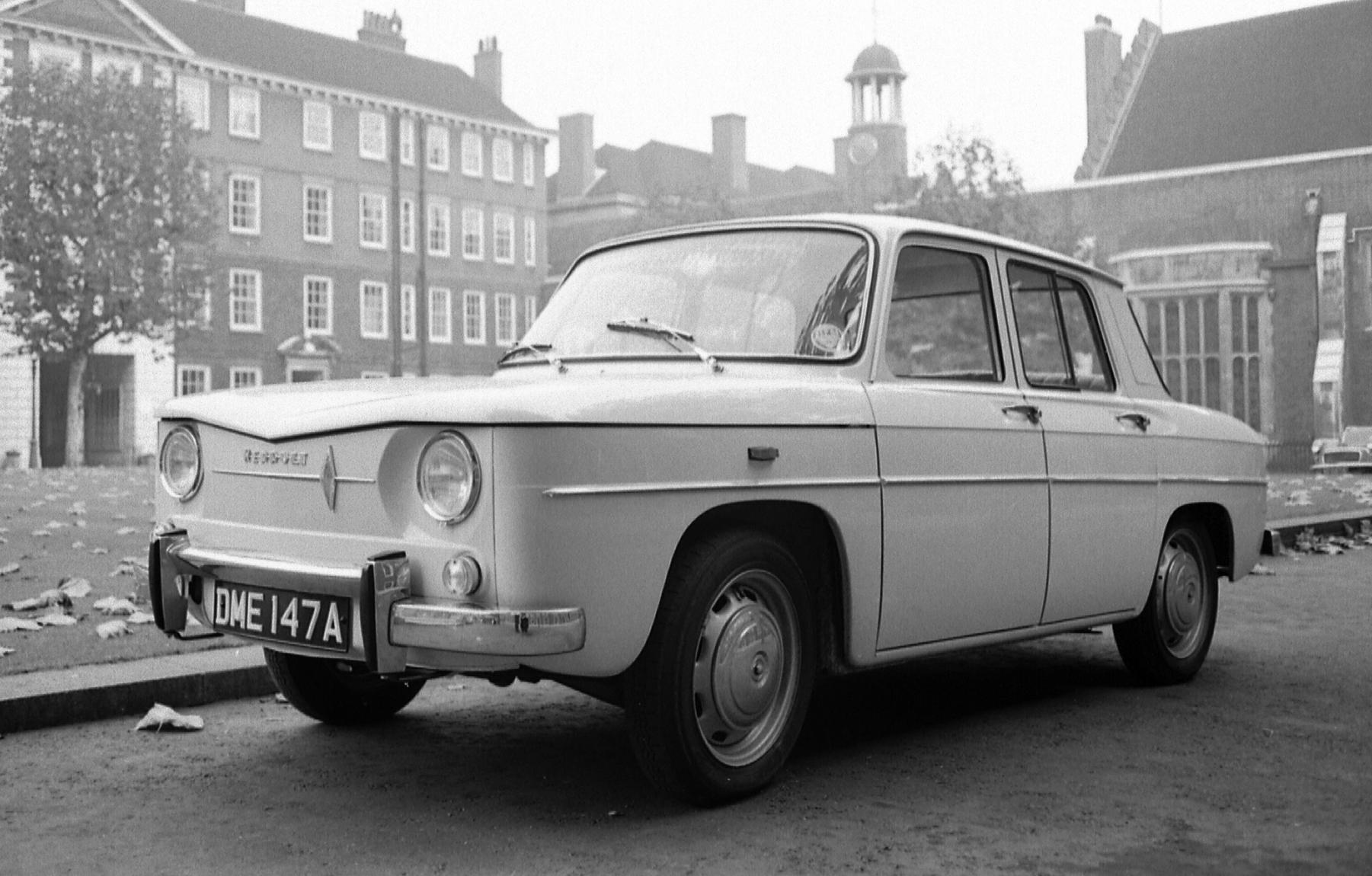
Renault R8
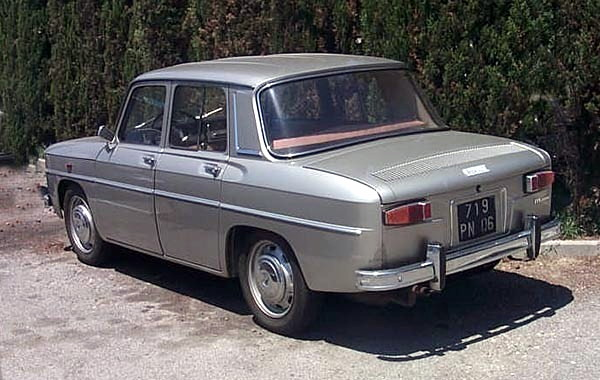
Renault 8 - tył pojazdu
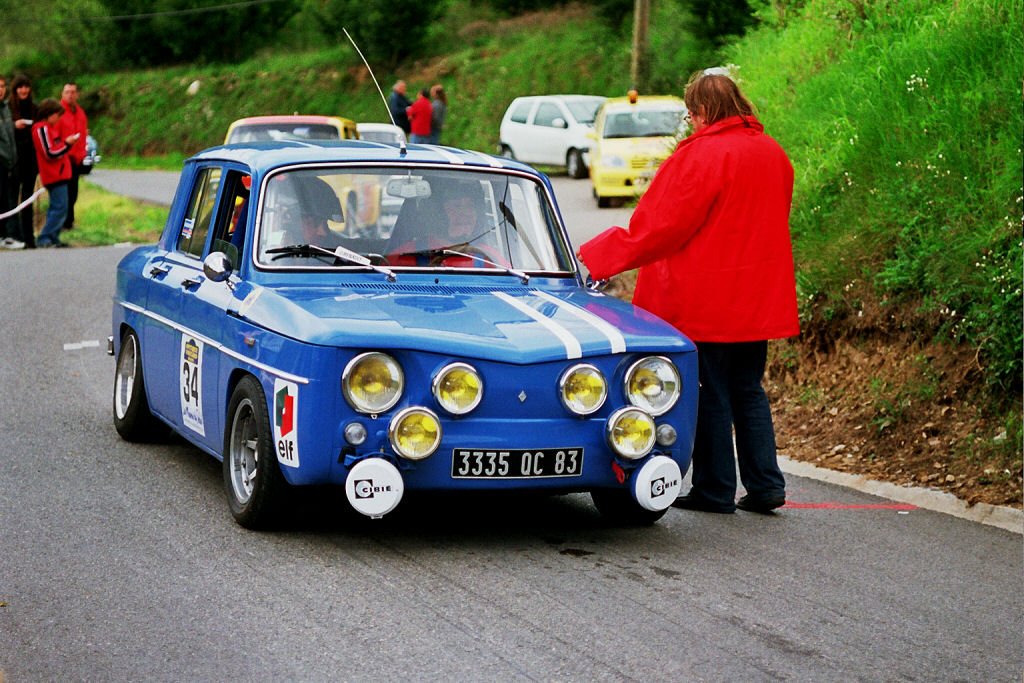
Renault 8 Gordini
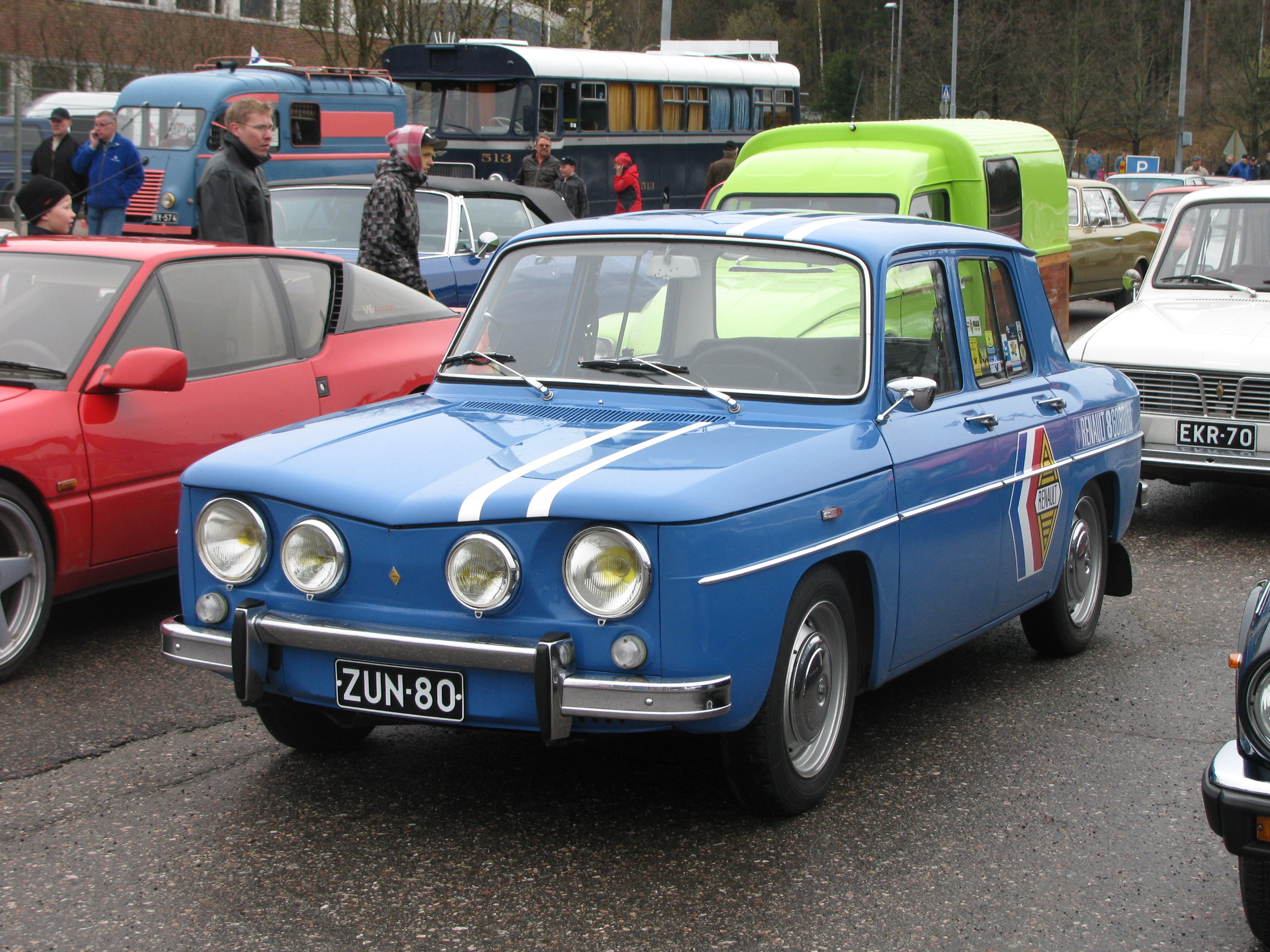
Renault 8 Gordini
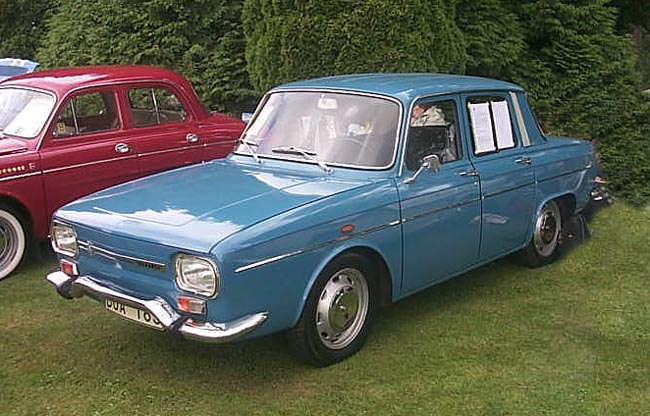
Renault 10
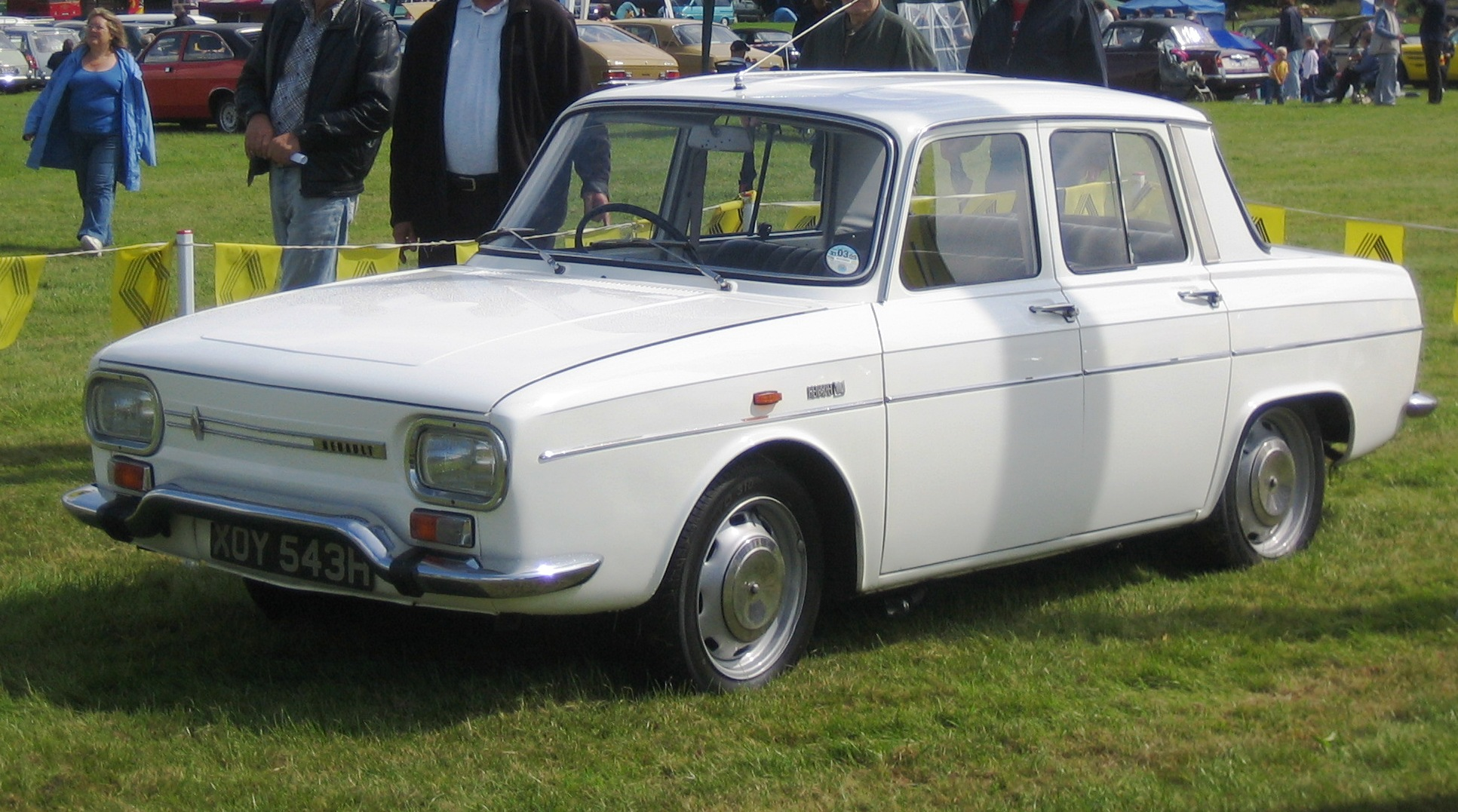
Renault 10
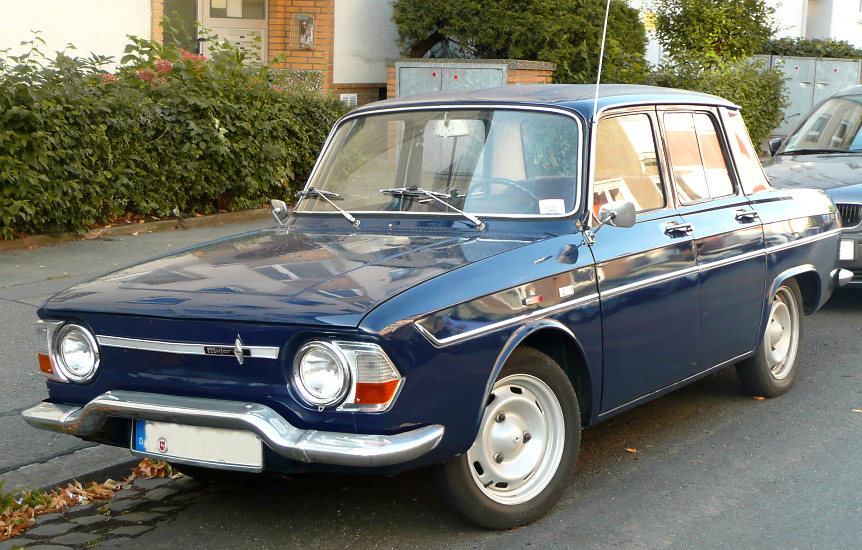
Renault 10
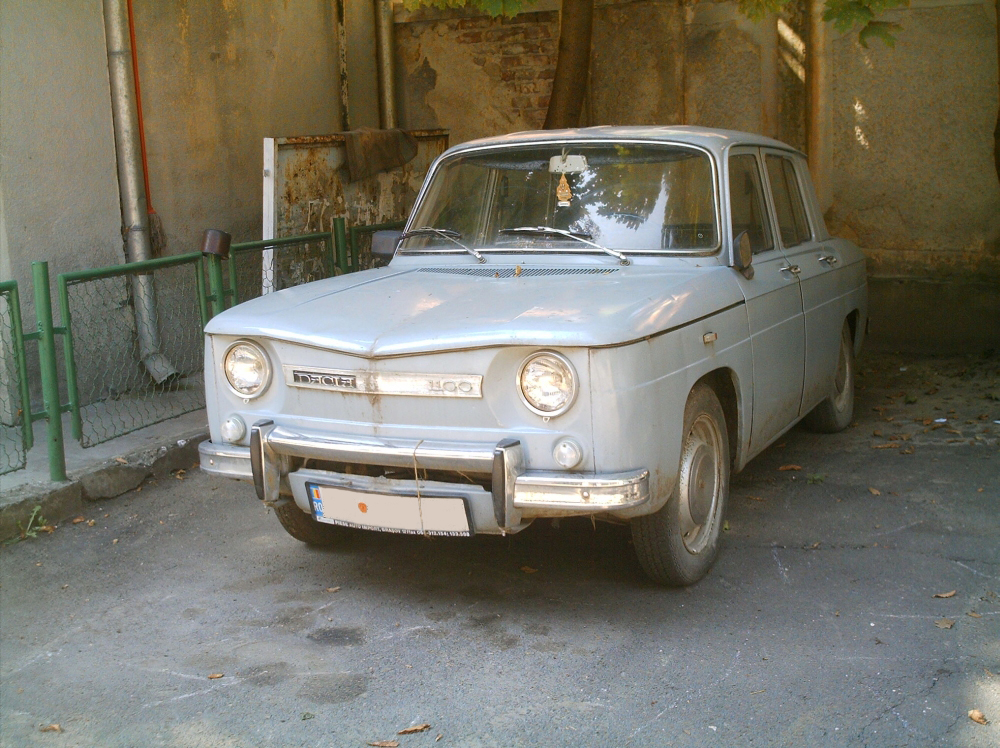
Dacia 1100